# Santuario de Santa María del Roure

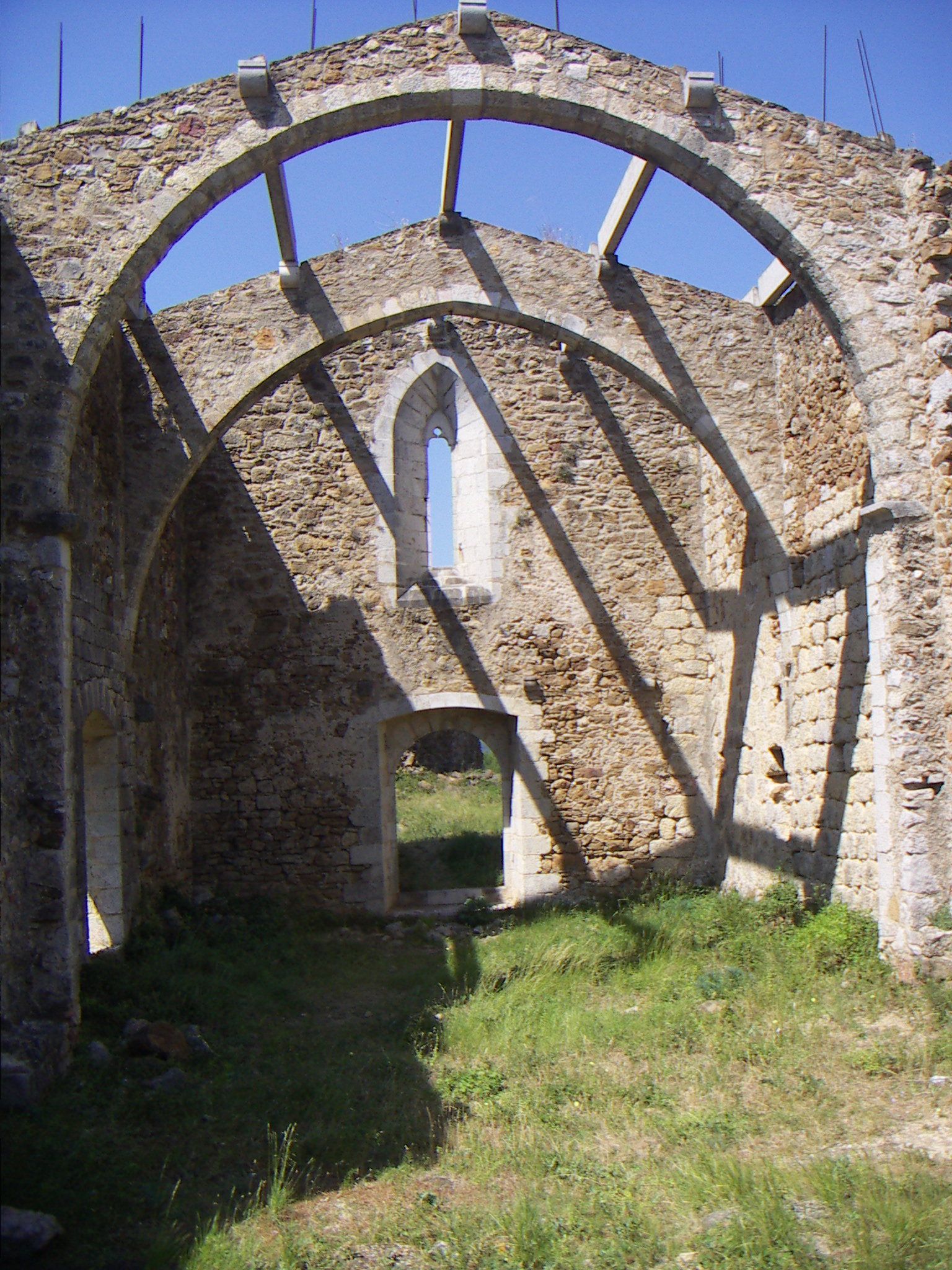
Vista interior del santuario

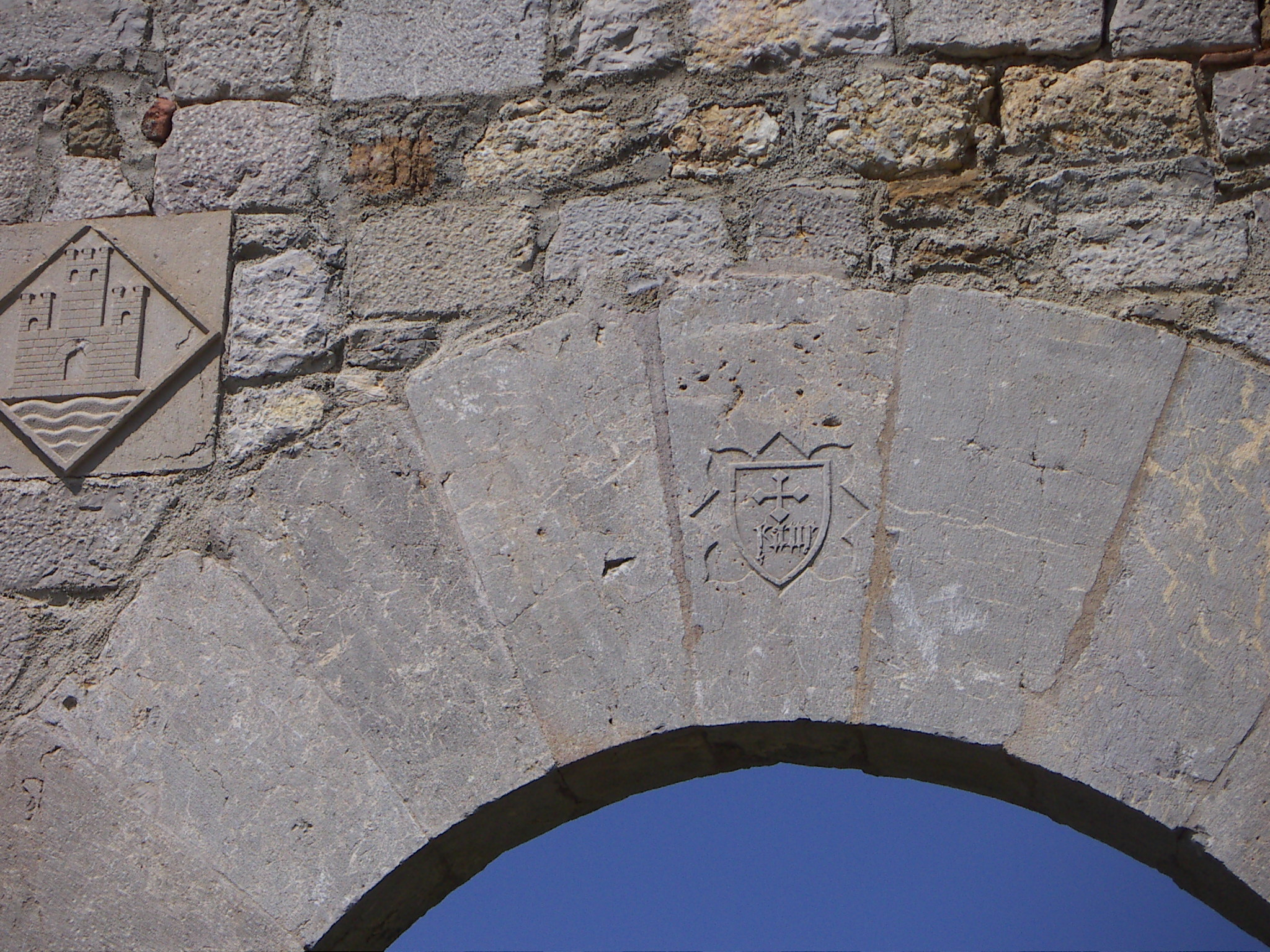
Escudos de la familia Montmarí

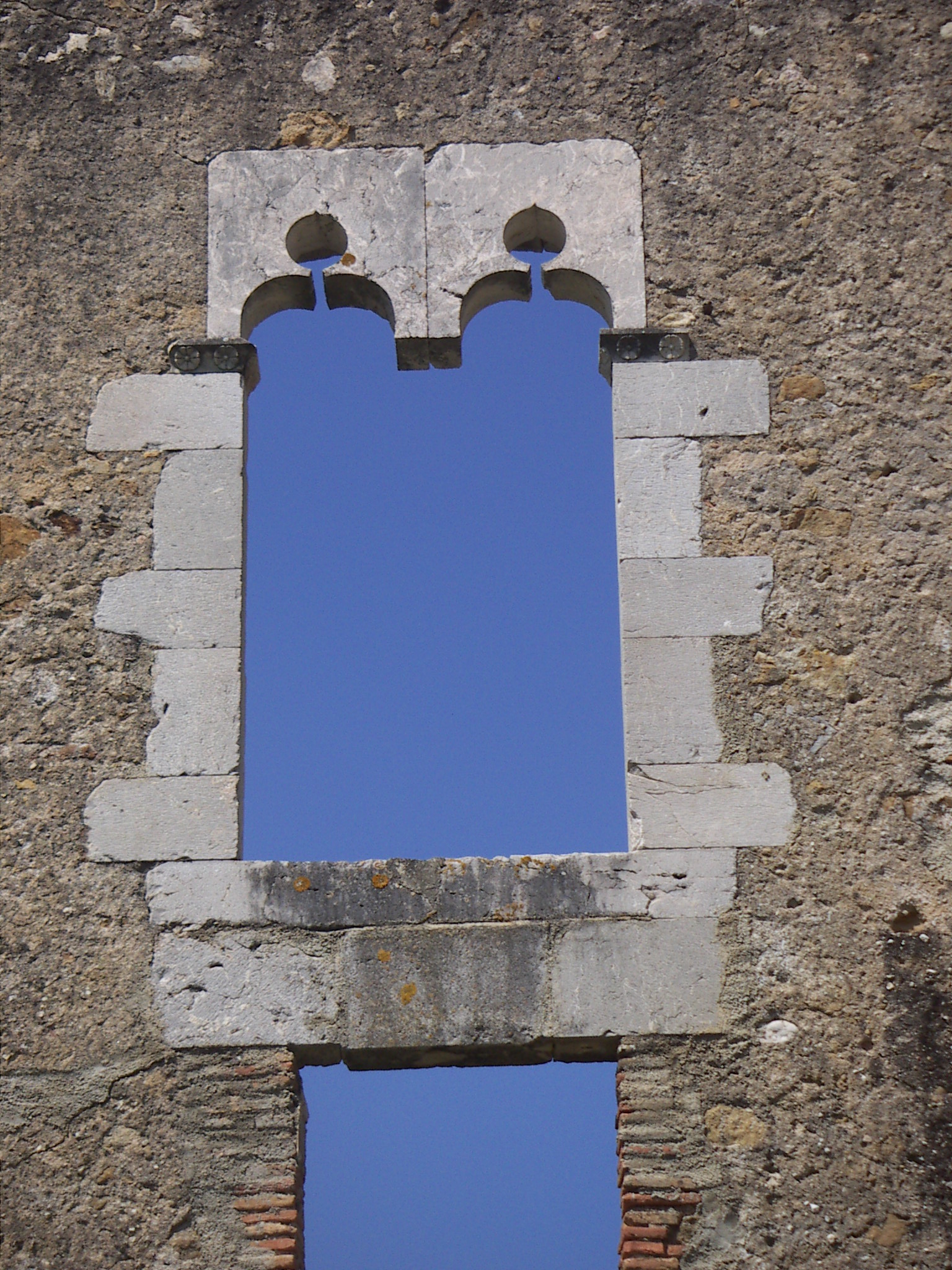
Detalle de una ventana

El santuario de Santa María del Roure, o como lo denominan los vecinos del lugar El Roure en un antiguo monasterio situado en el noroeste de Pont de Molíns (Alto Ampurdán) y por extensión a toda la superficie de tierra que se encuentra en la cima de la sierra de los Tramonts, poblada por pinos y olivos. Se conservan las ruinas góticas principalmente.
Santa María del Roure, Canónica de Santa María del Roure, Monasterio de Santa María del Roure, o según el Instituto Cartográfico de Cataluña: Mare de Deu del Roure, son nombres del monasterio seguramente del siglo XI o principios del XII dedicado a la Virgen María.

## Historia
De momento no se han encontrado datos de la fecha de consagración de la iglesia románica, sede del que más tarde sería monasterio. La primera noticia es la de un legado a la iglesia hecho por un ampurdanés llamado Juan Mulner, fechado en 1195. Este dato hace suponer que la iglesia ya existía anteriormente.
Años más tarde, ya en el siglo XIII hay más donaciones provenientes de Cabanas y de Figueras, exponente de la creciente devoción que se tenía a la talla románica de la Virgen que se veneraba en este lugar. Es en este siglo XIII que la iglesia pasa a ser regida por agustinos, que actuaban de acuerdo con su comunidad que era de clérigos seglares bajo la Regla de San Agustín. Hacían profesión religiosa, celebraban juntos el oficio y compartían mesa y dormitorio
El prior de la comunidad hacía también las funciones de pavorde, es decir, se encargaba de recoger los frutos de determinadas posesiones. Estas posesiones provenían de diferentes legados y en especial de los Castenallo de Montmarí, señores del lugar y de un castillo muy cercano al monasterio.
Se sabe que Francisca de Castenallo dejó ordenado que de sus bienes fuera fundado un beneficio en la iglesia de Santa María donde estaban sepultados sus antecesores.
En el siglo XII la relación iglesia-castillo de Montmarí fue importante. Por un documento fechado el 5 de agosto de 1290 sabemos que la comunidad cobraba censos, lo que da fe que actuaba como priorato con características feudales. Por las actas de las visitas pastorales se tiene información de la comunidad de canónigos agustinos del siglo XIII al XVI. En 1286 el prior se llamaba Bernardo, en 1291 Joan Prat y en 1294, Jaime de Serrat. Los priores tenían la obligación de mantener cama a disposición de los pobres, lo que no siempre se cumplía. En estos años había también un canónigo llamado Gaufral (hermano de Arnau de Carreres, propietario de Darnius y primo de Guillem de Canadal). La familia Carreres continuó relacionada con el monasterio pues en 1314 de cuatro canónigos que había, tres eran Carreres: fra Marcos, fra Ramón y hermano Bernardo, este sería el candelero ya que fue autorizado a explotar panales de abejas.
En el año 1326 están documentados tres altares. El mayor dedicado a Santa María, es decir, se encontraba en este altar la imagen románica de la Virgen, sentada y de madera. Los otros dos, uno estaba dedicado a San Lucas y el otro a Santa Magdalena. Catorce años más tarde se pusieron dos altares más en una capilla que estaba vacía. El Cristo Redentor y Santa Ana ocuparon estos dos nuevos altares.

### Decadencia
Cincuenta años más tarde, en 1365, pasada la peste, solo quedaban tres frailes que eran: el prior o prepósito Bernat Carrera, el candelero, Bernat Negre y Pere Guerau que era el sacristán. Por estas fechas se hicieron algunas obras en la iglesia.
En 1392 la comunidad obtuvo licencia para pedir limosnas por todo el obispado de Gerona. Estas licencias se expiden anualmente y en tres ejemplares para que las pudieran utilizar tres personas a la vez. Aquest privilegio duró hasta 1481. El fin de las limosnas era la restauración de las devastaciones producidas por los Armanyac.
El año 1389, tanto la iglesia como la imagen sufrieron devastaciones y se decidió encargar otra talla de la Virgen, que ahora sería de alabastro, era una imagen en pie y naturalmente del gusto de la época es decir, gótico.

### Bula papal
En 1413, el papa Benedicto XIII que se encontraba en Báscara, firmó una bula autorizando la recaudación de limosnas alegando los perjuicios sufridos, milagros producidos y abundancia de peregrinos, abundancia tal vez motivada por el hecho de que el obispo Andreu Bertran, en visita pastoral, concediera indulgencias a los que acudieron a rezar. El mismo obispo autorizó a los canónigos poder contratar sacerdotes coadjutores para atender a los peregrinos y dos años más tarde se permitía a los sacerdotes de las parroquias vecinas celebrar dos veces en el mismo día, así como oficiar bajo un porche y altar portátil cuando la concurrencia no cabía en la iglesia que fue ampliada y de la que permanecen los restos.
En 1440 la comunidad, de tres miembros, dos pertenecían a una misma familia los Sans. Ramón era el prior y Mateu canónigo. El otro miembro era Bernat Pujol, que hacía de sacerdote servidor. Años más tarde, esta familia Sans, alcanzó el monopolio total ya que todos los miembros de la comunidad eran de la familia.
Se realizaron nuevas reformas entre los años 1532 y 1536. La imagen gótica fue colocada en el altar mayor y la románica en uno de lateral. Desde 1520 había un altar dedicado a San Agustín que parece no tenía demasiados devotos y que perduró solo hasta finales de siglo. Según una visita pastoral de 1548 en la iglesia se quemaban treinta y tres velas entre grandes, medianas y pequeñas, ofrecidas por las parroquias. A pesar de ello la comunidad iba desapareciendo, en el año 1534 solo había un canónigo. En 1592, Clemente VIII, secularizó la iglesia mediante una disposición general. Dispuso que tanto el superior como los posibles convivientes no tuvieran el carácter de religiosos ya que los agustinos hacía tiempo que habían dejado el Roure. El papa, pues, oficializaba una situación de hecho.

## Nueva iglesia y milagros
A principios del XVII, decae la devoción a la Virgen del Roble, pero un clérigo llamado Jaume Puig edifica una nueva iglesia, pagando él las obras. El edificio lo levanta en el lugar donde está el roble que fue encontrada la imagen. Once años después, en 1638, la imagen gótica es trasladada a la nueva iglesia y colocada en el viejo tronco del árbol. Las dimensiones del edificio eran de siete metros de ancho por veinte y dos de largo.
Un año más tarde comenzaron las procesiones, los devotos arrancan astillas del tronco donde está la Virgen creyendo que tenían propiedades milagrosas, así los milagros no tardaronn en llegar. Fue el 24 de marzo de 1640, en medio de la misa, cuando la imagen quedó cubierta de pequeñas gotas de sudor en presencia de gente de Llers.
El 29 de enero del año siguiente fueron los figuerenses que lo vieron. El seis y siete de febrero del mismo año otra vez en presencia de los de Llers volvió a sudar la Virgen y esta vez también el Niño Jesús.
Ante estos acontecimientos, el Cabildo de la Catedral de Gerona quiso enviar miembros de la Junta de Guerra en peregrinación a pie, para dar fe de los milagros, es decir, de las «sudores». Se añadieron cuatro canónigos, cuatro beneficiados y cuatro capuchinos, en total doce personas que no vieron sudar a la imagen pero sí que la revisaron por si tenía un mecanismo oculto que provocara el "sudor.
A primeros del siglo XVIII todavía existían las dos iglesias con sus respectivas imágenes. De todo el conjunto cuidaba un pavorde, único habitante del lugar. Un tal Anton Lavall, que fue el último que habitó y fue quien reformó y amplió la iglesia nueva añadiendo un nuevo cuerpo para hospedería. Lavall murió en 1765 y fue enterrado en el Roble, pasando el conjunto a manos de los presbíteros de Llers.

## Leyenda de la imagen de la Virgen
Durante la guerra de los Remensas, la comunidad huyó o fue expulsada pero parece que antes de salir del monasterio los monjes escondieron la imagen de la Virgen al pie de un gran roble que había en el entorno. Aquí comenzó la leyenda del hallazgo de la talla gótica:
Con la paz del 1486, acabada la guerra, volvieron los monjos. Ninguno de ellos sabía dónde estaba escondida la imagen. La buscaron pero no fue hallada y así pasaron años hasta llegar a la segunda década del siglo siguiente que se produjo el hecho milagroso del hallazgo. Cuentan que el ganado del Mas Jordán iba a pastar a un lugar cercano al monasterior. El mas Jordán estaba en Molins y la familia aún ahora posee un casal. Un toro de esta masía siempre iba bajo un gran roble a rascar la tierra mientras bramaba hasta que los monjes comprendieron que el animal les indicaba donde estaba la imagen. Efectivament, en aquel roble estaba escondida la Virgen. Así se formó la leyenda del hallazgo de la Virgen que a partir de entonces fue llamada del Roble.